# Deuel County, Nebraska
Deuel County är ett administrativt område i delstaten Nebraska, USA, med 1 941 invånare. Den administrativa huvudorten (County Seat) och största staden är Chappell.

## Geografi
Enligt United States Census Bureau så har countyt en total area på 1 142 km². 1 140 km² av den arean är land och 3 km² är vatten. 

### Angränsande countyn
- Garden County - nord
- Keith County - öst
- Perkins County - sydost
- Sedgwick County, Colorado - syd
- Cheyenne County - väst

## Orter och kommuner

### Stad (city)
Stad med kommunstatus som city:
- Chappell (huvudort)

### Småstad (village)
Mindre ort med kommunalt självstyre:
- Big Springs

### Övrig ort
Ort som saknar kommunalt självstyre:
- Barton